# 교과서 진화론 삭제 사건
교과서 진화론 삭제 사건은 2012년 대한민국 교육계에 일어난 사건으로서, 창조과학 신봉자들의 집단인 교과서진화론개정추진위원회(교진추)가 교과서에서 진화론을 삭제해야 한다는 주장을 청원의 형식으로 내게 되어, 교과서에서 진화와 같은 과학적 사실이 삭제될 뻔했던 사건이다.

## 개요
창조과학 지지자들이 교과서에서 시조새를 비롯한 진화의 과정을 보이는 중요한 내용을 제외하려고 과학적 사실에 배치되는 청원을 하는 일은 그 전부터 있어 왔으나 대한민국 교육과학기술부가 청원의 내용을 반영하며 문제가 되었다. 이 과정에서 시조새 뿐만 아니라 말이 진화하는 과정을 비롯한 내용이 삭제되며 교과서의 정확성과 타당성이 훼손되었다.

## 과학계의 반응
진화가 직접 관찰이 가능해진 시점에 갑자기 교육계에서 명백한 사실을 배제하려는, 세계 과학계와 보조를 잃어 버린 교육의 현실에 대해 과학계 자체는 크게 반발했고 이것이 국외에 알려져서 한국 과학교육계는 여러 나라에게서 지적받았다. 한국에서도 일부 생물학자가 교과서진화론개정추진위원회의 주장이 잘못됐다는 사실을 천명하면서 서명했고, 생물학계에서는 교과서진화론개정추진위원회의 청원을 무효화 해야 한다고 청원하기도 했다.
이후 한국과학기술한림원으로 대표되는 한국 과학계에서도 성명을 내고 진화는 꼭 가르쳐야 하는 중요한 교육과정의 요소라고 강조했다. 한국과학기술한림원은 진화 관련 내용을 보강하는 가이드라인을 제시하기도 했다.

## 여론조사
한국갤럽이 2012년 7월 13, 16일 2일간 성인 613명에게 인류의 기원에 대한 의견을 물어본 결과 고등학교 과학교과서에 진화론의 근거로 시조새 내용이 '계속 실려야 한다'는 주장은 42%로 '삭제돼야 한다'(19%)보다 우세했다. 다만 '모름/의견없음'도 39%로 적지 않았다. 모름/의견없음 응답을 제외하고 보면, 대부분의 계층에서 존치 응답이 삭제 응답을 앞섰다. 창조론을 지지하는 사람들 가운데서도 존치 응답(33%)이 삭제 응답(29%)보다 많았으며, 개신교 신자들 가운데서도 존치 응답(30%)과 삭제 응답(31%)이 팽팽히 맞섰다.

## 결말
과학계의 반응을 받아들인 교육과학기술부는 진화 관련 내용을 삭제하지 않기로 결정했다. 또한 이러한 방침을 무시하고 진화의 내용을 누락하려고 했던 일부 출판사도 한림원의 가이드라인을 공식으로 발표하여 진화에 관한 내용을 교과서의 내용을 보강하기로 하였다.

## 교육계에 미친 영향
교육계와 과학계의 소통 부족이 드러났고 교육부의 전문성에 의문이 제기되었다. 또한 황우석 사건과 함께 국외 과학계에서 한국 과학계를 바라보는 시각에 좋지 않은 편견을 제공하기도 했다. 한편으로는 이 사건을 거쳐 진화를 다룬 내용이 보강되어 진화유전학을 비롯한 최신 여러 발견이 교과서에 일부 실리게 되었다.

## 같이 보기
- 반지성주의
  - 창조과학
  - 한국창조과학회
  - 사이비